# Cupaniopsis
Genre
Cupaniopsis est un genre de plantes à fleurs de la famille des Sapindaceae. Il compte 63 espèces originaires d'Australie, de Nouvelle-Guinée, de Nouvelle-Calédonie et des îles Fidji. En Australie ces plantes sont appelées tuckeroos. Cupaniopsis anacardioides originaire d'Australie s'est naturalisée à Hawaii et en Floride où elle est considérée comme une plante indésirable. Ces arbustes peuvent être parasités par Encarsia citrina (Craw 1891).

## Description
Ce sont des arbres ou arbustes, aux feuilles exstipulées, alternes, composées ; les folioles sont alternes ou opposées, entières. Les fleurs sont régulières ou irrégulières, en panicules axillaires et sub-terminales. Il y a 4 ou 5 sépales, libres ou connotés à la base, imbriqués, sur deux rangs. Les pétales sont au nombre de 4-5 ou absents, avec ou sans écailles. Le disque est annulaire, charnu, glabre. On compte 6–10 étamines, parfois moins, libres, généralement exsudées. L'ovaire est ovoïde ou obovoïde, à 2-4 localisés ; les ovules sont solitaires. Le fruit est une capsule à 2–4 lobes, les lobes connotés ou libres, parfois comprimés. Les graines sont sub-globuleuses à oblongues, arrondies.

## Liste des espèces
Selon Plants of the World online (POWO) (10 mars 2021) :
- Cupaniopsis acuticarpa Adema
- Cupaniopsis amoena A.C.Sm.
- Cupaniopsis anacardioides (A.Rich.) Radlk.
- Cupaniopsis apiocarpa Radlk.
- Cupaniopsis azantha Radlk.
- Cupaniopsis baileyana Radlk.
- Cupaniopsis bilocularis Adema
- Cupaniopsis bullata Adema
- Cupaniopsis celebica Adema
- Cupaniopsis chytradenia Radlk.
- Cupaniopsis concolor (Gillespie) R.W.Ham
- Cupaniopsis cooperorum P.I.Forst.
- Cupaniopsis crassivalvis Radlk.
- Cupaniopsis curvidens Radlk.
- Cupaniopsis dallachyi S.T.Reynolds
- Cupaniopsis diploglottoides Adema
- Cupaniopsis euneura Adema
- Cupaniopsis flagelliformis (F.M.Bailey) Radlk.
- Cupaniopsis fleckeri S.T.Reynolds
- Cupaniopsis foveolata (F.Muell.) Radlk.
- Cupaniopsis fruticosa Radlk.
- Cupaniopsis glabra Adema
- Cupaniopsis globosa Adema
- Cupaniopsis glomeriflora Radlk.
- Cupaniopsis grandiflora Adema
- Cupaniopsis grisea Adema
- Cupaniopsis guillauminii (Kaneh.) Adema
- Cupaniopsis hypodermatica Radlk.
- Cupaniopsis inoplea Radlk.
- Cupaniopsis kajewskii Merr. & L.M.Perry
- Cupaniopsis leptobotrys (A.Gray) Radlk.
- Cupaniopsis mackeeana Adema
- Cupaniopsis macrocarpa Radlk.
- Cupaniopsis macropetala Radlk.
- Cupaniopsis megalocarpa Adema
- Cupaniopsis mouana Guillaumin
- Cupaniopsis myrmoctona Radlk.
- Cupaniopsis napaensis Adema
- Cupaniopsis newmanii S.T.Reynolds
- Cupaniopsis oedipoda Radlk.
- Cupaniopsis papillosa P.I.Forst.
- Cupaniopsis pennelii Guillaumin
- Cupaniopsis petiolulata Radlk.
- Cupaniopsis phalacrocarpa Adema
- Cupaniopsis phanerophlebia Merr. & L.M.Perry
- Cupaniopsis platycarpa Radlk.
- Cupaniopsis rhytidocarpa Adema
- Cupaniopsis rosea Adema
- Cupaniopsis rotundifolia Adema
- Cupaniopsis samoensis Christoph.
- Cupaniopsis serrata (F.Muell.) Radlk.
- Cupaniopsis shirleyana (F.M.Bailey) Radlk.
- Cupaniopsis simulata S.T.Reynolds
- Cupaniopsis squamosa Adema
- Cupaniopsis stenopetala Radlk.
- Cupaniopsis strigosa Adema
- Cupaniopsis subfalcata Adema
- Cupaniopsis sylvatica Guillaumin
- Cupaniopsis tomentella (F.Muell. ex Benth.) S.T.Reynolds
- Cupaniopsis tontoutensis Guillaumin
- Cupaniopsis trigonocarpa Radlk.
- Cupaniopsis vitiensis Radlk.
- Cupaniopsis wadsworthii (F.Muell.) Radlk.